# Epsilon Phoenicis
Epsilon Phoenicis (ε Phoenicis, förkortat Epsilon Phe, ε Phe) som är stjärnans Bayerbeteckning, är en ensam stjärna belägen i den mellersta delen av stjärnbilden Fenix. Den har en skenbar magnitud på 3,87 och är synlig för blotta ögat. Baserat på parallaxmätning inom Hipparcosuppdraget på ca 22,6 mas, beräknas den befinna sig på ett avstånd på ca 144 ljusår (ca 44 parsek) från solen. 

## Egenskaper
Epsilon Phoenicis är en orange till röd jättestjärna av spektralklass K0 III, vilket anger att den expanderat efter att ha förbrukat förrådet av väte i dess kärna. Den har en radie som är ca 9,8 gånger större än solens och utsänder från dess fotosfär ca 67 gånger mera energi än solen vid en effektiv temperatur på ca 4 750 K.